# Ciseaux (figure)
Pour les articles homonymes, voir Ciseau (homonymie).

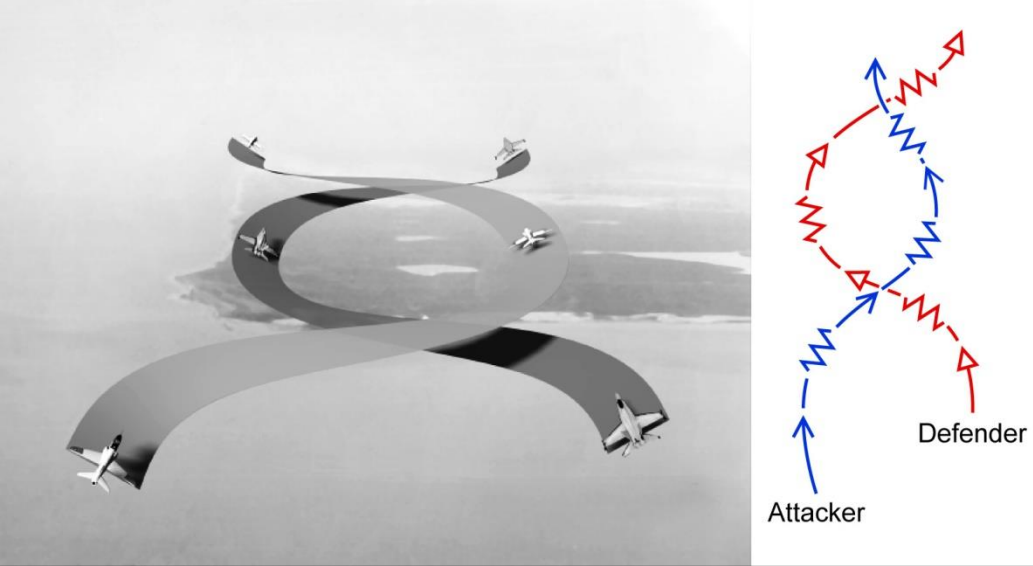
Ciseaux plats.

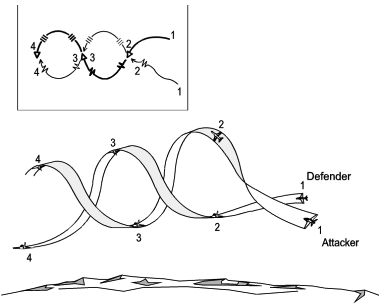
Ciseaux tournoyants.

Les ciseaux sont une manœuvre de combat aérien couramment utilisée par les pilotes de chasse. Il s'agit principalement d'une manœuvre défensive utilisée par un avion attaqué.
Elle consiste en une série de petits virages en direction de l'aéronef attaquant, ralentissant d'un virage à l'autre, dans l'espoir de forcer l'attaquant à le dépasser. Effectué correctement, l'avion attaquant peut se déplacer assez loin devant pour permettre au défenseur de faire volte-face et d'attaquer.
La théorie de base reconnaît deux types différents de ciseaux : les ciseaux plats et les ciseaux tournoyants.